# 奎塔市镇
奎塔市镇（俄语：Муниципальное образование «Куйта»）是俄罗斯联邦伊尔库茨克州阿拉尔区所属的一个市镇。其下辖有6个居民点，行政中心为伊杰阿尔。据2016年统计，该市镇的人口为1153人。